# Provincia Bayburt
Provincia Bayburt este o provincie a Turciei cu o suprafață de 3,652 km², localizată în partea de nord-est a țării.

## Districte
Bayburt este divizată în 3 districte (capitala districtului este subliniată):
- Aydıntepe
- Bayburt
- Demirözü